# Günther Zettel
Günther Zettel (* 11. November 1948 in Bayreuth; † 23. Dezember 2015) war ein deutscher Jurist. Er war von 2000 bis 2014 Mitglied des Landesverfassungsgerichtes Sachsen-Anhalt.

## Leben

### Ausbildung
Zettel studierte Rechtswissenschaften in München und legte 1973 das juristische Staatsexamen ab. Er absolvierte von 1973 bis 1976 das Referendariat und legte 1976 die zweite juristische Staatsprüfung ab und wurde zudem im Zivilprozessrecht promoviert.

### Laufbahn
Im Jahr 1976 trat Zettel in den Justizdienst des Freistaates Bayern ein und wurde 1979 zum Richter am Amtsgericht ernannt. Er wechselte nach der Wiedervereinigung im Jahr 1992 in den Justizdienst des Landes Sachsen-Anhalt. Dort war er zunächst für kurze Zeit als Richter am Bezirksgericht Magdeburg tätig und wurde noch im Jahr 1992 zum Richter am Oberlandesgericht Naumburg ernannt. Daneben war er seit 1993 Mitglied des Anwaltsgerichtshofes beim Oberlandesgericht. Es folgte 1996 eine Ernennung zum Vorsitzenden Richter am Oberlandesgericht und die Übernahme verschiedener Zivilsenate.
Zettel wurde im Jahr 2000 vom Landtag von Sachsen-Anhalt zum Mitglied des Landesverfassungsgerichtes Sachsen-Anhalt gewählt. In diesem Amt wurde er 2007 für weitere sieben Jahre bestätigt, sodass er der Verfassungsgerichtsbarkeit bis 2014 angehörte.
Im April 2007 wurde Zettel als Nachfolger von Werner Zink zum Vizepräsidenten des Oberlandesgerichtes Naumburg ernannt. Zettel trat im November 2013 in den Ruhestand.

### Privates
Günther Zettel war verheiratet und hat zwei Kinder. Er gehörte unter anderem dem Stadtrat der Stadt Lichtenfels und dem Gemeinderat der Stadt Naumburg an. 1991 kandidierte Zettel als Bürgermeister in Lichtenfels, verlor aber die Wahl gegen Winfred Bogdahn (SPD), der 55,87 % der Stimmen erhielt.